# رابرت کریستگاو
رابرت تامس کریستگاو (انگلیسی: Robert Thomas Christgau؛ زادهٔ ۱۸ آوریل ۱۹۴۲) روزنامه‌نگار و مقاله‌نویس آمریکایی در حوزهٔ موسیقی است. او یکی از منتقدان به‌خوبی شناخته‌شده و تأثیرگذار در زمینهٔ موسیقی به‌شمار می‌رود. او کار خود را در اواخر دههٔ ۱۹۶۰ به‌عنوان یکی از نخستین منتقدان حرفه‌ای راک آغاز کرد و بعداً به یکی از پیشگامان اولیهٔ جنبش‌های موسیقی مانند هیپ هاپ، رایت گرررل و واردات موسیقی محبوب آفریقایی در غرب تبدیل شد. او به مدت ۳۷ سال منتقد موسیقی و سردبیر ارشد ویلج ویس بود و در این مدت نظرسنجی سالانه منتقدان Pazz & Jop را ایجاد و بر آن نظارت کرد. جیمی آلن، نویسنده ارشد سی‌ان‌ان، کریستگاو را «ئی.اف. هاتن دنیای موسیقی» نامیده است که «وقتی او صحبت می‌کند، مردم گوش می‌دهند.»